# Where Do You Start
Where Do You Start från 2012 är ett musikalbum med Brad Mehldau Trio.

## Låtlista
1. Got Me Wrong (Jerry Cantrell) – 5:25
2. Holland (Sufjan Stevens) – 8:47
3. Brownie Speaks (Clifford Brown) – 8:14
4. Baby Plays Around (Elvis Costello/Cait O'Riordan) – 10:08
5. Airegin (Sonny Rollins) – 6:24
6. Hey Joe (Billy Roberts) – 6:24
7. Samba e amor (Chico Buarque) – 9:02
8. Jam (Brad Mehldau) – 5:26
9. Time Has Told Me (Nick Drake) – 8:31
10. Aquelas Coisas Todas (Toninho Horta) – 6:01
11. Where Do You Start? (Johnny Mandel/Alan Bergman/Marilyn Bergman) – 4:06

## Inspelningsdata
Inspelad i Avatar Studios, New York
17 november 2008 (spår 3, 4, 7, 8, 10)
19 april 2011 (spår 1, 2, 5, 6, 9, 11)

## Medverkande
- Brad Mehldau – piano
- Larry Grenadier – bas
- Jeff Ballard – trummor